# Brooke Bennett
Brooke Marie Bennett, ameriška plavalka, * 6. maj 1980, Tampa, Florida.